# Chanelle Scheepers
Chanelle Scheepers (født 13. marts 1984 i Harrismith, Sydafrika) er en professionel tennisspiller fra Sydafrika.
Chanelle Scheepers højeste rangering på WTA single rangliste var som nummer 37, hvilket hun opnåede 10. oktober 2011. I double er den bedste placering nummer 91, hvilket blev opnået 30. august 2010.